# Akademia Wychowania Fizycznego im. Jerzego Kukuczki w Katowicach
Akademia Wychowania Fizycznego im. Jerzego Kukuczki w Katowicach – publiczna uczelnia powstała w 1970 roku, kształcąca fizjoterapeutów oraz nauczycieli, trenerów i menedżerów na potrzeby turystyki oraz sportu wyczynowego i amatorskiego. Jej siedziba znajduje się przy ulicy Mikołowskiej 72a w Katowicach.

## Historia

Pomnik Jerzego Kukuczki przy budynku głównym AWF Katowice

Początki uczelni sięgają lat 50. XX wieku, kiedy to w 1952 roku w Katowicach powstało Technikum Wychowania Fizycznego, kształcące nauczycieli WF i instruktorów sportowych. Jego założycielami byli Alojzy Chrószcz (syn pochodzącego z Załęża Pawła Chrószcza) i Zdzisław Szumski. W 1957 roku szkoła została przekształcona w Studium Nauczycielskie Wychowania Fizycznego, a w 1970 roku, na mocy rozporządzenia Rady Ministrów w Wyższą Szkołę Wychowania Fizycznego w Katowicach. Pierwszym rektorem uczelni był prof. Lechosław Dec (1970–1975), a po nim funkcję tę objął doc. Włodzimierz Reczek (1975–1980).
W 1973 roku w ramach Wyższej Szkoły Wychowania Fizycznego utworzono specjalność rehabilitacja ruchowa, której pierwszą kierowniczką była prof. Krystyna Dobosiewicz, twórczyni programu rehabilitacji ruchowej w Polsce. W 1975 roku kierunek ten stał się odrębnym obszarem studiów, a od 1997 roku funkcjonuje jako Fizjoterapia.
W 1979 roku Wyższa Szkoła Wychowania Fizycznego w Katowicach została przekształcona w Akademię Wychowania Fizycznego w Katowicach, w której w 1981 roku utworzono Wydział Wychowania Fizycznego. Pierwszym rektorem AWF był prof. Lechosław Dec (lata 1980–1984).
W 1991 roku Akademia Wychowania Fizycznego uzyskała prawo nadawania stopnia doktora, a w 1999 roku doktora habilitowanego w dziedzinie nauk o kulturze fizycznej. W kolejnych latach poszerzono ofertę dydaktyczną: w 2000 roku powstał kierunek Zarządzanie (wcześniej Zarządzanie i marketing), w 2001 roku ruszyły studia doktoranckie w zakresie nauk o kulturze fizycznej, a w 2005 roku kierunek Turystyka i rekreacja. W 2004 roku utworzono Wydział Fizjoterapii, a w 2009 roku – Wydział Zarządzania Sportem i Turystyką. W latach 2006–2014 AWF Katowice prowadziła kształcenie w zamiejscowych ośrodkach dydaktycznych. Jako jednostki organizacyjne Wydziału Wychowania Fizycznego działały: Zamiejscowy Ośrodek Dydaktyczny w Jastrzębiu-Zdroju (lata 2006–2009) oraz Zamiejscowy Ośrodek Dydaktyczny w Zabrzu (lata 2009–2014).
Od 21 marca 2008 roku szkoła nosi imię Jerzego Kukuczki, alpinisty i himalaisty. 
W 2018 roku na mocy uchwały Senatu AWF Katowice powołane zostało Biuro Transferu Technologii. W Rankingu Szkół Wyższych Perspektywy katowicka AWF w 2019 roku po raz pierwszy została wyróżniona tytułem „Najlepsza Akademia Wychowania Fizycznego”, a w 2020 roku Fizjoterapia po raz pierwszy zajęła I miejsce w rankingu kierunków. W 2022 roku uczelnia otrzymała kategorię A+ w naukach o kulturze fizycznej. W 2024 roku uczelnia znalazła się na I miejscu w kategorii „Potencjał naukowy” w Rankingu Szkół Wyższych Perspektywy.

## Rektorzy
- prof. Lechosław Dec (1970–1975) – Rektor WSWF w Katowicach[4]
- doc. Włodzimierz Reczek (1975–1980) – Rektor WSWF w Katowicach[4]
- prof. Lechosław Dec (1980–1984)[4]
- prof. Stanisław Socha (1984–1990)[4]
- prof. Joachim Raczek (1990–1996)[4]
- prof. Janusz Nowotny (1996–1999)[4]
- prof. Wiesław Pilis (1999–2003)[4]
- prof. Władysław Mynarski (2003–2005)[4]
- prof. Zbigniew Waśkiewicz (2005–2012)[4]
- prof. Adam Zając (2012–2020)[5]
- prof. Grzegorz Juras (2020–2024)[5]
- prof. Andrzej Małecki (od 2024)[8]

## Wydziały i kierunki studiów

Biblioteka AWF Katowice (2024)

- Wydział Wychowania Fizycznego[9] – Dziekan dr Wiesław Garbaciak, prof. AWF Katowice[10]:
  - Sport
  - Trener Zdrowia
  - Turystyka i Rekreacja
  - Wychowanie Fizyczne
  - Trener Osobisty z Dietetyką Sportową
  - Aktywność Fizyczna i Żywienie w Zdrowiu Publicznym
  - Health Trainer w jęz. angielskim

- Wydział Zarządzania Sportem i Turystyką[11] – Dziekan dr Wojciech Chudy[12]:

Pływalnia AWF Katowice (2024)

  - Zarządzanie
  - Bezpieczeństwo Wewnętrzne

- Wydział Fizjoterapii[13] – Dziekan dr hab. Anna Polak, prof. AWF Katowice[14]:
  - Fizjoterapia
  - Odnowa Biologiczna

W uczelni funkcjonuje łącznie kilkanaście kierunków studiów pierwszego i drugiego stopnia oraz jednolite magisterskie. Są to, w kolejności uruchamiania: wychowanie fizyczne, fizjoterapia, zarządzanie, turystyka i rekreacja, bezpieczeństwo wewnętrzne, aktywność fizyczna w zdrowiu publicznym, sport oraz trener osobisty z dietetyką sportową oraz fizjoterapia w języku angielskim. Uczelnia prowadzi również studia III stopnia i studia podyplomowe. Od 1991 roku ma prawo nadawać stopień naukowy doktora oraz od 1999 roku stopień naukowy doktora habilitowanego. 

## Instytuty
- Instytut Nauk o Sporcie[16] – Dyrektor prof. dr hab. Ewa Sadowska-Krępa[17]:
  - Centrum Badawcze Sportu
  - Pracownia Ćwiczeń Oporowych
  - Pracownia Badań Czynnościowych Człowieka
  - Pracownia Hipoksji
  - Pracownia Siły i Mocy Mięśniowej
  - Pracownia Sprawności Psychomotoryczne
  - Pracowania Analiz w Sporcie
  - Pracownia Biochemii
  - Pracownia Kinezjologii
  - Pracownia Biomechaniki
  - Pracownia Badań Prozdrowotnej Aktywności Fizycznej
  - Laboratorium Termometrii i Diagnostyki Funkcjonalnej

- Instytut Badawczo-Rozwojowy Fizjoterapii i Nauk o Zdrowiu[18] – Dyrektor dr hab. n. med. i n. o zdr. Marta Nowacka-Chmielewska, prof. AWF Katowice[19]:
  - Centrum Badania Bariery Krew Mózg
  - Laboratorium Badań Molekularnych
  - Laboratorium Badania Bólu
  - Laboratorium Elastografii i Ultrasonografii Narządu Ruchu
  - Laboratorium Fizjoterapii i Fizjoprofilaktyki
  - Laboratorium Kardiorehabilitacji
  - Laboratorium Badania Aktywności Mózgu
  - Laboratorium Analizy Ruchu
  - Laboratorium Elektromiografii i Badania Mięśni Dna Miednicy
  - Laboratorium Densytometrii Rentgenowskiej
  - Laboratorium Badania Snu
  - Pracownia Badań Ankietowych
  - Pracownia Hodowli Komórkowej i Mikroskopii

## Infrastruktura sportowa

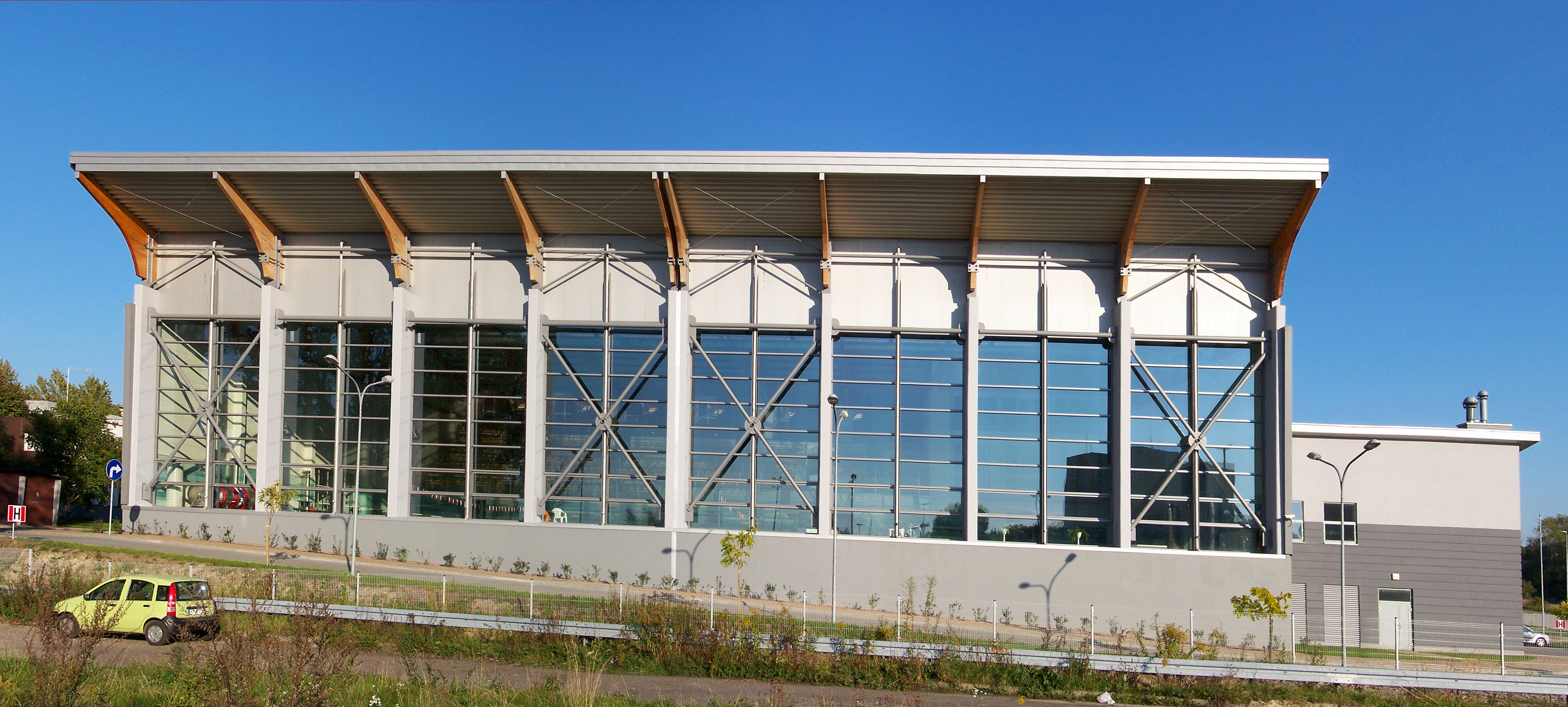
Hala sportowa z pływalnią przy ulicy Mikołowskiej (2006)

- Stadion lekkoatletyczny (ul. T. Kościuszki 84)[20] – bieżnia okrężna 400 m, 4-torowa, na prostych 8 torów, rów z wodą[21]; widownia na 1,4 tys. miejsc[20],
- Wielofunkcyjna hala sportowa z pływalnią (ul. Mikołowska 72)[22] – sala gier zespołowych z widownią na 586 miejsc; basen 25-metrowy (6 torów) z aparaturą do pomiaru czasu oraz widownią na 345 miejsc; basen rozgrzewkowy (4 tory); siłownia[21]; kort do squasha[23],
- Hala (ul. Mikołowska 72)[24] – sala gier zespołowych[21],
- Hala (ul. Raciborska 1)[24] – sala do gimnastyki oraz akrobatyki sportowej; sala do judo; hala szermiercza; ścianka wspinaczkowa[21],
- Zewnętrzne boisko do piłki nożnej (ul. Mikołowska 72) – ze sztuczną nawierzchnią (orlik)[25],
- Zewnętrzne boisko do koszykówki (ul. Mikołowska 72)[26],
- Boisko do piłki ręcznej plażowej (ul. Mikołowska 72)[26],
- Korty tenisowe (ul. Mikołowska 72)[27].